# 斯坦科维奇洲际篮球冠军杯
FIBA斯坦科维奇洲际篮球冠军杯（英语：FIBA Stanković Continental Champions' Cup）是由国际篮球联合会（FIBA）终身名誉主席程万琦发起，为表彰第二任国际篮联秘书长鲍里斯拉夫·斯坦科维奇先生为国际篮球发展所做出的贡献，以其名字命名的比赛。首屆比賽於2005年7月26日至31日在中国北京舉行，最終由立陶宛奪得首屆冠軍。每屆賽事有6支球隊參賽，而每支球隊都來自世界六大洲的頂級國家男子籃球隊或被邀請的球隊，賽事每年舉辦一次。为了帮助和推动中国篮球事业的发展，程万琦特决定将该项赛事在中国举办。斯坦科维奇杯洲际篮球赛是目前在中国举行的最高级别的官方国际篮球赛事之一。

## 历届赛事
| 年份 | 举办地    | 冠军             | 亚军         | 季军         |
| 2005 | 北京      | 立陶宛           | 阿根廷       | 澳大利亚     |
| 2006 | 南京/昆山 | 希腊             | 德国         | 法国         |
| 2007 | 广州 澳门 | 斯洛文尼亚       | 中国         | NBDL大使队   |
| 2008 | 杭州      | 安哥拉           | 中国         | 塞尔维亚     |
| 2009 | 昆山      | 澳大利亚         | 土耳其       | 中国         |
| 2010 | 柳州      | 斯洛文尼亚       | 澳大利亚     | 中国         |
| 2011 | 海宁      | 安哥拉           | 澳大利亚     | 俄罗斯       |
| 2011 | 广州      | 新西兰           | 俄罗斯       | 中国         |
| 2012 | 广州      | 中国             | 澳大利亚     | 突尼斯       |
| 2013 | 兰州      | 澳大利亚大学联队 | 阿根廷       | 中国国奥     |
| 2013 | 广州      | 阿根廷           | 中国         | 尼日利亚     |
| 2014 | 洛阳      | 俄罗斯二队       | 斯洛文尼亚   | 中国         |
| 2015 | 洛阳      | 新西兰           | 墨西哥       | 委内瑞拉二队 |
| 2016 | 北京      | 法国二队         | 阿根廷青年队 | 尼日利亚     |
| 2017 | 深圳      | 德国二队         | 克罗地亚二队 | 中国红队     |
| 2018 | 深圳      | 克罗地亚二队     | 突尼斯       | 中国蓝队     |
| 2019 | 深圳      | 克罗地亚二队     | 中国         | 突尼斯       |